# Малі Яуші
Малі Я́уші (рос. Малые Яуши, чув. Кĕçĕн Кипек) — село у складі Вурнарського району Чувашії, Росія. Адміністративний центр Малояуського сільського поселення.
Населення — 328 осіб (2010; 344 у 2002).
Національний склад:
- чуваші — 99 %